# Paragomphus zambeziensis
Paragomphus zambeziensis é uma espécie de libelinha da família Gomphidae.
É endémica do Zimbabwe.
Os seus habitats naturais são: rios.
Está ameaçada por perda de habitat.